# Bruno Hartmann
Bruno Hartmann (ur. 4 października 1946) – austriacki zapaśnik walczący w stylu wolnym. Olimpijczyk z Monachium 1972, gdzie zajął dwudzieste miejsce w wadze półśredniej.

## Letnie Igrzyska Olimpijskie 1972
| Konkurencja      | Rundy eliminacyjne                  | Rundy eliminacyjne    | Klas. końcowa |
| Konkurencja      | Przeciwnik I                        | Przeciwnik II         | Miejsce       |
| ---------------- | ----------------------------------- | --------------------- | ------------- |
| 74 kg styl wolny | Dandzandardżaagijn Sereeter (MGL) P | Robert Blaser (SUI) P | 20.           |